# Ann-Sophie Bohm

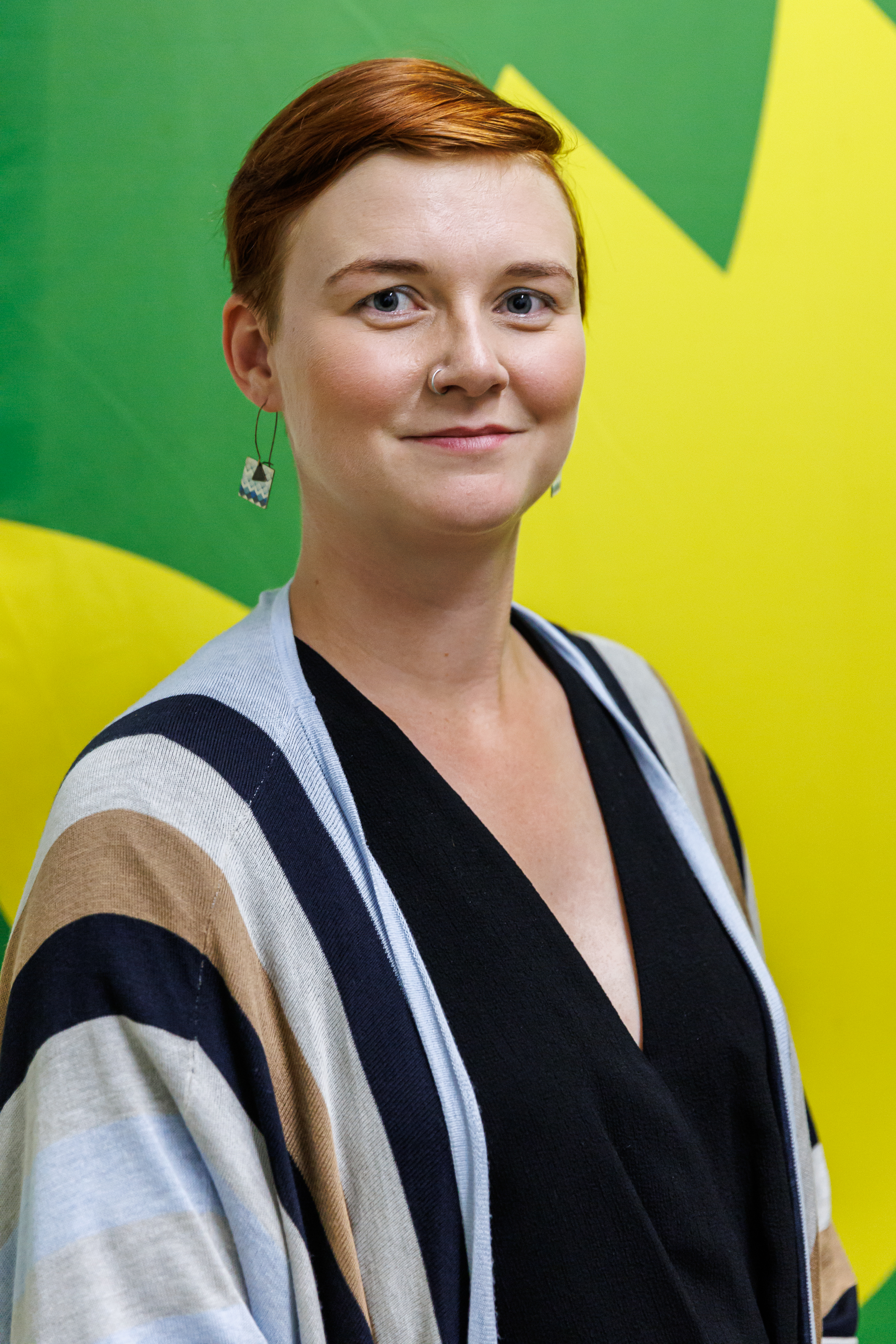
Ann-Sophie Bohm (2024)

Ann-Sophie Bohm (* 21. Oktober 1993 in Erfurt) ist eine deutsche Politikerin. Sie bildete als Landessprecherin seit dem 25. Januar 2020 zusammen mit Landessprecher Bernhard Stengele das Führungsduo der Grünen Thüringen. Seit dem 4. März 2023 ist  Max Reschke Co-Landessprecher.

## Werdegang
Bohm schloss 2012 das Abitur am evangelischen Ratsgymnasium in Erfurt ab. Mit Beginn ihres Studiums der Politikwissenschaften und Soziologie an der Martin-Luther-Universität Halle-Wittenberg engagierte sie sich in der Hochschul- und Kommunalpolitik. Sie war von 2014 bis 2016 Mitglied des Rates der Stadt Halle (Saale), Mitglied im Ordnungs- und Umweltausschuss, Sportausschuss und Rechnungsprüfungsausschuss sowie Aufsichtsratsmitglied des Zoos Halle und Sprecherin der Grünen Hochschulgruppe Halle. Sie war ebenso Sprecherin der Landesfachgruppe Tierschutzpolitik und Mitglied im Fakultätsrat der philosophischen Fakultät I der Martin-Luther-Universität Halle-Wittenberg. Von 2015 bis 2016 war sie Beisitzerin im Stadtvorstand und Mitglied im Fachschaftsrat der Philosophischen Fakultät 1.
Nach dem Abschluss ihres Studiums arbeitete sie teilweise bei dem Online-Nachrichtenmagazin Tag24 und für den damaligen Fraktionsvorsitzenden der Grünen im Thüringer Landtag Dirk Adams.
Von 2018 bis 2019 war Bohm Beisitzerin im Vorstand von Bündnis 90/Die Grünen, Stadtverband Weimar. Seit Juni 2019 ist sie Ratsmitglied und Fraktionsvorsitzende im Stadtrat von Weimar sowie Aufsichtsratsmitglied bei der Weimarer Wohnstätte GmbH. Am 25. Januar 2020 wurde sie zur Landessprecherin von Bündnis 90/Die Grünen Thüringen gewählt.

## Ausbildung
Bohm hat einen B.A. in Politikwissenschaft und Soziologie.